# Scleropodium obtusifolium
Scleropodium obtusifolium là một loài Rêu trong họ Brachytheciaceae. Loài này được (Mitt.) Kindb. miêu tả khoa học đầu tiên năm 1892.